# Сизон Олег Федорович
Олег Федорович Сизон (нар. 1 лютого 1977, Конотоп, Сумська область, УРСР) — український футболіст, захисник.

## Клубна кар'єра

### Ранні роки. Початок професіональної кар'єри
Народився в місті Конотоп Сумської області. Вихованець київського РВУФК. Дорослу футбольну кар'єру розпочав 1993 року. Виступав за столичні аматорські клуби «Олімпік» та ЦСКА-3. У 1995 році підписав перший професіональний контракт, з «Кривбасом». У футболці криворізького клубу дебютував 30 квітня 1995 року в нічийному (0:0) виїзному поєдинку 25-го туру Вищої ліги України проти кременчуцького «Кременя». Олег вийшов на поле на 89-ій хвилині, замінивши Владислава Мальцева. Проте в складі «Кривбасу» майже не грав, у другій половині сезону 1994/95 років зіграв 2 матчі в чемпіонаті України.
В пошуках ігрової практики напередодні старту наступного сезону перейшов до «Каховки», де зміг отримати можливість більше грати. Дебютував за каховський колектив 1 серпня 1995 року в програному (1:3) виїзному поєдинку 1/128 фіналу кубку України проти одеського «Рибака». Сизон вийшов на поле в стартовому складі та відіграв увесь матч. У Другій лізі України дебютував за нову команду 8 серпня 1995 року в програному (0:3) поєдинку 2-го туру групи А проти тисменецького «Хутровика». Олег вийшов на поле в стартовому складі, а на 80-ій хвилині його замінив Ігор Юшкевич. Дебютним голом у професіональній кар'єрі відзначився 6 вересня 1995 року на 72-ій хвилині програного (1:6) виїзного поєдинку 9-го туру групи А Другої ліги України проти чернігівської «Десни». Сизон вийшов на поле в стартовому складі та відіграв увесь матч. У першій половині сезону 1995/96 зіграв 15 матчів (3 голи) у Другій лізі України та 1 матч у кубку України. Напередодні старту наступного сезону приєднався до «Слов'янця» з рідного міста, у футболці якого 15 матчів (1 гол) в аматорському чемпіонаті України.

### «Борисфен» та «Металург». Вояж до «Десни»
Влітку 1997 року підсилив «Борисфен». Дебютував у футболці бориспільського клубу 14 липня 1997 року в переможному (3:0) домашньому поєдинку 1/256 фіналу кубку України проти білоцерківської «Ригонди». Олег вийшов на поле в стартовому складі та відіграв увесь матч, а на 67-ій хвилині відзначився дебютним голом у новій команді. У Другій лізі України дебютував за «Борисфен» 31 липня 1997 року в програному (0:1) домашньому поєдинку 1-го туру групи А проти миколаївського «Цементника-Хорди». Сизон вийшов на поле в стартовому складі та відіграв увесь матч. Дебютним голом у Другій лізі України відзначився 6 вересня 1997 року на 21-ій хвилині переможного (2:1) виїзного поєдинку 8-го туру групи А проти «Тисмениці». Олег вийшов на поле в стартовому складі та відіграв увесь матч. У першій половині сезону 1997/98 років зіграв 15 матчів (2 голи) у Другій лізі України, ще 2 матчі (1 гол) провів у кубку України. Під час зимової перерви у вище вказаному сезоні перебрався до «Металурга». Дебютував у футболці маріупольського колективу 1 квітня 1998 року в програному (0:1) домашньому поєдинку 1/8 фіналу кубку України проти київського «Динамо». Сизон вийшов на поле в стартовому складі та відіграв увесь матч. У Вищій лізі України дебютуваав за маріупольців дебютував 14 квітня 1998 року в переможному (2:1) домашньому поєдинку 20-го туру проти київського ЦСКА. Олег вийшов на поле в стартовому складі та відіграв увесь матч. Дебютним голом у футболці «металургів» відзначився 12 червня 1998 року на 38-ій хвилині переможного (2:1) виїзного поєдинку 29-го туру Вищої ліги проти полтавської «Ворскли». Сизон вийшов на поле в стартовому складі та відіграв увесь матч. У складі маріупольців зіграв 9 матчів у Вищій лізі, в яких відзначився 1 голом, а також провів 1 поєдинок у кубку України.
Напередодні старту сезону 1998/99 років повернувся до «Борисфену», у складі якого зіграв 12 матчів (1 гол) у Другій лізі України. Під час зимової паузи вище вказаного сезону повернувся до «Металурга», але стабільної ігрової практики так і не отримав. За другу половину сезону 1998/99 років та першу половину наступного сезону зіграв 7 матчів у Вищій лізі, після чого повернувся у «Борисфен». З весни 2000 року знову захищав кольори бориспільського клубу, разом з яким пройшов шлях з Другої ліги до Прем'єр-ліги. З 2001 по 2003 рік виступав за «Борисфен-2», спочатку — на аматорському рівні, а згодом — і в Другій лізі (7 поєдинків). У 2002 році виступав в оренді за прилукську «Європу», за яку в аматорському чемпіонаті України зіграв 19 матчів (1 гол). У сезоні 2003/04 років також грав за чернігівську «Десну» у Другій лізі України (9 матчів та 1 автогол).

### Завершення професіональної кар'єри та виступи на аматорському рівні
Навесні 2005 року перебрався до «Спартак-Горобини». Дебютував у футболці сумського колективу 22 березня 2005 року в програному (1:2) виїзному поєдинку 18-го туру Першої ліги України проти вінницької «Ниви». Олег вийшов на поле в стартовому складі, а на 83-ій хвилині його замінив Євген Литвиненко. За неповний сезон зіграв 29 матчів у футболці «спартаківців» у Першій лізі України, а також провів 2 поєдинки у кубку України.
Під час зимової перерви сезону 2005/06 років завершив професіональну кар'єру та перейшов до конотопського «Шахтаря», у футболці якого 2006 року зіграв 3 матчі в аматорському чемпіонаті України. У 2010 році захищав кольори «гірників» у чемпіонаті Сумської області. З 2012 по 2016 рік грав за аматорський «Бориспіль».

## Кар'єра в збірній
Викликався до складу молодіжної збірної України.

## Досягнення
«Борисфен»
- Друга ліга України
  -  Чемпіон (1): 1999/2000

- Перша ліга України
  -  Срібний призер (1): 2002/03